# Coppa Italia 2015-2016 - fase finale (calcio femminile)
Questa voce raccoglie un approfondimento sulle gare della fase finale dell'edizione 2015-2016 della Coppa Italia di calcio femminile.

## Sedicesimi di finale
Le gare si sono disputate domenica 15 novembre 2015 alle 14:30.
| Squadra 1              | Risultato | Squadra 2       |
| ---------------------- | --------- | --------------- |
| Cuneo                  | 5 – 1     | Accademia Acqui |
| Amicizia Lagaccio      | 1 – 2     | Luserna         |
| Orobica                | 2 – 0     | Inter Milano    |
| Mozzanica              | 6 – 1     | Como 2000       |
| Südtirol               | 10 – 0    | Padova          |
| Azzurra San Bartolomeo | 0 – 5     | Tavagnacco      |
| Atletico Oristano      | 1 – 0     | Roma CF         |
| Res Roma               | 3 – 0     | Catania         |
| Vittorio Veneto        | 1 – 2     | Valpolicella    |
| Fiorentina             | 0 – 2     | San Zaccaria    |
| Riviera di Romagna     | 1 – 3     | Castelfranco    |
| Grifo Perugia          | 2 – 1     | Imolese         |
| Chieti                 | 3 – 1     | Domina Neapolis |
| Pink Sport Time        | 1 – 0     | Napoli          |

### Tabellini
| Cuneo 15 novembre 2015, ore 15.00                                                                   | Cuneo     | 5 – 1 referto  | Accademia Acqui | Campo del Parco della Gioventù |
| \| \| \| \| \| Mascarello ?’, 63’ Papaleo 65’ Rosso 66’ Cama >66’ \| Marcatori \| 29’ Montecucco \| |           |                |                 |                                |
| |           |                |                 |                                |
| Mascarello ?’, 63’ Papaleo 65’ Rosso 66’ Cama >66’                                                  | Marcatori | 29’ Montecucco |                 |                                |

| Genova 15 novembre 2015, ore 14:30                          | Amicizia Lagaccio | 1 – 2 referto       | Luserna | Stadio Felice Ceravolo |
| \| \| \| \| \| Bargi \| Marcatori \| Di Lascio Malatesta \| |                   |                     |         |                        |
|                                                             |                   |                     |         |                        |
| Bargi                                                       | Marcatori         | Di Lascio Malatesta |         |                        |

| Azzano San Paolo 15 novembre 2015, ore 14:30              | Orobica   | 2 – 0 referto | Inter Milano | Stadio Comunale |
| \| \| \| \| \| Zamboni 2’ L. Merli 35’ \| Marcatori \| \| |           |               |              |                 |
|                                                           |           |               |              |                 |
| Zamboni 2’ L. Merli 35’                                   | Marcatori |               |              |                 |

| Arbitro: | Andrea Bordin (Bassano del Grappa) |

|                                                                             |           |               |
| Galli 26’ Giacinti 35’ Giugliano 46’ Scarpellini 71’ Mason 87’ Iannella 88’ | Marcatori | 48’ L. Gritti |

| Arbitro: | Ferro (Latisana) |

| |           |  |
| Tonelli 1’, 7’ (rig.), 83’ M. Brunello 23’, 38’, 61’ Dallagiacoma 47’, 51’ Erlacher 63’ Plankl 65’ | Marcatori |  |

| Arbitro: | Campagnolo (Bassano del Grappa) |

|  |           |                                             |
|  | Marcatori | 29’, 76’ Clelland 41’ Paroni 51’, 56’ Sardu |

| Oristano 15 novembre 2015, ore 14:30        | Atletico Oristano | 1 – 0 referto | Roma CF |  |
| \| \| \| \| \| Deriu 36’ \| Marcatori \| \| |                   |               |         |  |
|                                             |                   |               |         |  |
| Deriu 36’                                   | Marcatori         |               |         |  |

| Arbitro: | Ferro (Latisana) |

|                                         |           |  |
| Greggi 20’ Caruso 79’ Di Giammarino 94’ | Marcatori |  |

| Arbitro: | Bellato (Mestre) |

|             |           |                       |
| Cisotto 46’ | Marcatori | 50’ Peretti 74’ Solow |

| Arbitro: | Giaccaglia (Jesi) |

|  |           |                          |
|  | Marcatori | 65’ Longato 92’ Galletti |

| Arbitro: | lipzer (Verona) |

|                |           |                             |
| Colasuonno 32’ | Marcatori | 9’, 47’ Cinotti 56’ Di Lupo |

| Arbitro: | Ancora (Roma) |

|                    |           |             |
| Marinelli 19’, 44’ | Marcatori | 48’ Filippi |

| Guardiagrele 15 novembre 2015, ore 14:30                                               | Chieti    | 3 – 1 referto | Domina Neapolis | Stadio Tino Primavera |
| \| \| \| \| \| Carrozzi 45’ Martinovic 2º T’ Stivaletta 2º T’ \| Marcatori \| ? 82’ \| |           |               |                 |                       |
|                                                                                        |           |               |                 |                       |
| Carrozzi 45’ Martinovic 2º T’ Stivaletta 2º T’                                         | Marcatori | ? 82’         |                 |                       |

| Bitetto 15 novembre 2015, ore 14:30             | Pink Sport Time | 1 – 0 referto | Napoli | Campo Antonio Antonucci |
| \| \| \| \| \| Privitera 43’ \| Marcatori \| \| |                 |               |        |                         |
|                                                 |                 |               |        |                         |
| Privitera 43’                                   | Marcatori       |               |        |                         |

## Ottavi di finale
Gli incontri, tranne l'anticipo Tavagnacco-Südtirol Damen Bolzano giocata il 5 dicembre 2015, si disputeranno sabato 27 febbraio 2016 alle 14.30.
| Squadra 1         | Risultato       | Squadra 2     |
| ----------------- | --------------- | ------------- |
| Luserna           | 1 - 2           | Cuneo         |
| Mozzanica         | 4 - 1           | Orobica       |
| Tavagnacco        | 4 - 0           | Südtirol      |
| Atletico Oristano | 1 - 9           | Brescia       |
| Res Roma          | 0 - 4           | AGSM Verona   |
| Valpolicella      | 5 - 2           | San Zaccaria  |
| Castelfranco      | 1 - 1 (3-2 dtr) | Grifo Perugia |
| Pink Sport Time   | 1 - 2           | Chieti        |

### Tabellini
| Grugliasco 27 febbraio 2016, ore 14:30 CET                           | Luserna   | 1 – 2 referto         | Cuneo | Campo sportivo |
| \| \| \| \| \| Barbieri 40’ \| Marcatori \| 10’ Greppi 55’ Cerato \| |           |                       |       |                |
|                                                                      |           |                       |       |                |
| Barbieri 40’                                                         | Marcatori | 10’ Greppi 55’ Cerato |       |                |

| Arbitro: | Eugenio Scarpa (Collegno) |

|                                             |           |            |
| Giacinti 7’, 83’ Iannella 16’ Cambiaghi 81’ | Marcatori | 3’ Gaspari |

| Arbitro: | Renzullo (Torre del Greco) |

|                                            |           |  |
| Parisi 12’ Camporese 20’ Clelland 59’, 80’ | Marcatori |  |

| Arbitro: | Franck Tchato (Aprilia) |

|                     |           |                                                                                            |
| Marchese 15’ (rig.) | Marcatori | 4’, 28’, 61’ Tarenzi 32’ Linari 66’ Mele 69’ Bonansea 75’ Rosucci 80’ Girelli 90’ Sabatino |

| Arbitro: | Alberto Ruben Arena (Torre del Greco) |

|  |           |                                     |
|  | Marcatori | 43’, 62’ Gabbiadini 55’, 85’ Pirone |

| Arbitro: | Stefano Nicolini (Brescia) |

|                                 |           |                                                    |
| Cordioli 11’ (aut.) Baldini 89’ | Marcatori | 22’ Boni 33’ Peretti 40’, 47’ Capovilla 90+2’ Leon |

| Arbitro: | Luca Baldelli (Reggio nell'Emilia) |

|                                 |                      |                                            |
| Esperti 28’                     | Marcatori            | 81’ Marinelli                              |
| Cinotti Prugna Varriale Morucci | Tiri di rigore 3 – 2 | Saravalle Marinelli G. Fiorucci Pellegrino |

| Arbitro: | Salvatore Morabito |

|                  |           |                             |
| Strisciuglio 13’ | Marcatori | 19’ Vukčević 23’ Martinovic |

## Quarti di finale
Il sorteggio per definire gli accoppiamenti dei quarti di finale si è tenuto il 10 marzo 2016.
| Squadra 1   | Risultato | Squadra 2    |
| ----------- | --------- | ------------ |
| Cuneo       | 1 - 3     | Mozzanica    |
| Brescia     | 4 - 0     | Tavagnacco   |
| AGSM Verona | 4 - 0     | Valpolicella |
| Chieti      | 1 - 2     | Castelfranco |

### Tabellini
| Arbitro: | Giuseppe Vingo (Pisa) |

|                   |           |                                        |
| Rizzon 28’ (aut.) | Marcatori | 34’ Stracchi 75’ Giacinti 87’ Iannella |

| Arbitro: | Modesto (Treviso) |

|                                    |           |  |
| Sabatino 32’, 78’ Girelli 37’, 84’ | Marcatori |  |

| Arbitro: | Michele Delrio (Reggio nell'Emilia) |

|                                        |           |  |
| Pasini 17’, 39’ Pirone 25’ Bonetti 72’ | Marcatori |  |

| Chieti 3 aprile 2016, ore 15:00 CEST                                      | Chieti    | 1 – 2 referto            | Castelfranco | Stadio Guido Angelini |
| \| \| \| \| \| Stivaletta 58’ \| Marcatori \| 67’ Cinotti 79’ Borghesi \| |           |                          |              |                       |
|                                                                           |           |                          |              |                       |
| Stivaletta 58’                                                            | Marcatori | 67’ Cinotti 79’ Borghesi |              |                       |

## Semifinali
Gli accoppiamenti e la data sono stati definiti il 22 aprile 2016.
| Squadra 1    | Risultato | Squadra 2   |
| ------------ | --------- | ----------- |
| Mozzanica    | 1 - 5     | Brescia     |
| Castelfranco | 1 - 3     | AGSM Verona |

### Tabellini
| Arbitro: | Lombardelli (Torino) |

|                   |           |                                                     |
| Pellegrinelli 88’ | Marcatori | 12’, 40’ Bonansea 16’ Mele 66’ Rosucci 83’ Sabatino |

| Arbitro: | Luca Zucchetti (Foligno) |

|                      |           |                                         |
| Squizzato 77’ (aut.) | Marcatori | 72’ (rig.) Di Criscio 87’, 90+1’ Pirone |

## Finale
| Arbitro: | Franck Tchato (Aprilia) |

|                       |           |            |
| Bonansea 27’ Mele 40’ | Marcatori | 6’ Bonetti |